# Louis Adolphe Coerne

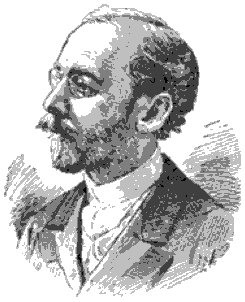
Louis Adolphe Coerne (1906)

Louis Adolphe Coerne (* 27. Februar 1870 in Newark, New Jersey; † 11. September 1922 in Boston, Massachusetts) war ein US-amerikanischer Komponist.

## Leben und Wirken
Nachdem er bereits als Kind in Stuttgart und Paris Unterricht hatte, studierte Coerne an der Harvard University bei John Knowles Paine sowie an der Hochschule für Musik und Darstellende Kunst Stuttgart (damals: Stuttgarter Konservatorium). 1890 nahm er Violinunterricht bei Franz Kneisel und war dann an der Königlichen Akademie in München Kompositionsschüler von Joseph Rheinberger. Er wirkte als Kapellmeister in Buffalo (New York), Northampton (Massachusetts), Boston und Madison (Wisconsin) und schließlich als Musiklehrer in New London (Connecticut).  Er lehrte auch am Smith College, in Harvard und am Connecticut College.
Der überaus produktive Coerne komponierte über fünfhundert Werke, darunter vier Opern, eine sinfonische Dichtung, Ouvertüren, Schauspielmusiken, Märsche, ein Violinkonzert, Kantaten, eine Messe, kammermusikalische Werke, Lieder, Anthems und Chöre.
Er schrieb eine Reihe Unterrichtswerke für Klavier. Sein Orchesterwerk, die Sinfonische Dichtung Excalibur, Op. 180, wurde Ende der 1960er Jahre mit dem Royal Philharmonic Orchestra aufgenommen und im Jahre 2006 auf CD neu aufgelegt. Seine Kantate Hiawatha, Op. 18 wurde 1893 in München uraufgeführt und 1894 nochmals vom Boston Symphony Orchestra aufgeführt. Seine Oper Zenobia, Op. 66, die in Bremen uraufgeführt wurde, war im Jahre 1905 die erste Oper eines amerikanischen Komponisten, die in Deutschland aufgeführt wurde. Weitere von ihm komponierte Opern sind A Woman of Marblehead, Op. 40, Sakuntala, Op. 67 und The Maiden Queen, Op. 69.
Anfang 1905 erhielt Coerne einen Doktortitel von Harvard. Die Partitur von Zenobia und sein Buch The Evolution of Modern Orchestration, welches 1908 veröffentlicht wurde, waren Bestandteile seiner Dissertation.